# Preachin' Blues
Preachin' Blues è una canzone blues di Robert Johnson.

## Il brano
La canzone è una reinterpretazione di uno dei brani più celebri di Son House: Preachin' the Blues.